# Giovanni Buonaventura Viviani
Giovanni Buonaventura Viviani (* 15. Juli 1638 in Florenz; † im Dezember 1692 in Pistoia) war ein italienischer Komponist und Violinist.

## Leben
Giovanni Buonaventura Viviani wurde 1656 als Violinist durch Vermittlung seines älteren Cousins, des Organisten, Sängers und erzherzöglichen Sekretärs Antonio Maria Viviani (~1630–1683) in der Hofkapelle von Innsbruck angestellt. Ab 1672 hatte er die künstlerische Leitung des Ensembles der „kaiserlichen Hofmusik“ inne. Grund seines vorzeitigen Ausscheidens aus habsburgischem Dienst im Jahre 1676 war die Tatsache, dass nach dem Tode des Erzherzogs Ferdinand Karl 1662 die Innsbrucker Hofmusik mehr und mehr nur noch eine sekundäre Rolle spielte. In der Regierungszeit des Erzherzogs war in Innsbruck das erste Opernhaus nördlich der Alpen begründet worden, welches unter der Leitung des damals berühmten Komponisten Antonio Cesti stand. Etwa 1678 wurde Viviani vom Kaiser ein erblicher Adelstitel verliehen. Er verließ Österreich und lebte abwechselnd in verschiedenen italienischen Städten wie Venedig, Rom, Neapel, Mailand und Florenz, wo er vor allem als Opernkomponist erfolgreich tätig war. Ab 1687 war er Domkapellmeister in Pistoia, wo er vermutlich 1692 verstarb.

## Werke

### Instrumental
- Op. 1: 12 Triosonaten (Venedig 1673)
- Op. 4: Capricci armonici da Chiesa e da Camera à Violino solo cioè Sinfonie, Toccate, Sonate […] et Sonate per Tromba (Venedig 1678)
  - 20 verschieden bezeichnete Werke für Violine und Basso continuo
  - 2 Sonate für Trompete und Basso continuo

Die Violinsonaten aus Op. 4 gehören zu den bedeutenden Werken der Literatur für Solovioline im 17. Jahrhundert (Willi Apel).

### Vokal
- Op. 3: Motetten (Augsburg 1676)
- Op. 5: Salmi, Motetti, e Litanie della B. V. à 1, 2, 3 Voci con Violini, e senza (Bologna 1688)
- Solfeggiamenti (Übungen für 2 Singstimmen) (Florenz 1693)
- Astiage, Uraufführung 1677 im Teatro Santi Giovanni e Paolo in Venedig
- Elidoro ovvero Il fingere per regnare, Uraufführung 1686 in Saponara (Sizilien)
- Le fatiche d’Ercole per Dejanire, Uraufführung 1679 in Neapel
- Mitilene, regina delle Amazzoni, Uraufführung 1681/82 in Neapel
- Scipione africano, 1664, zusammen mit Francesco Cavalli, Uraufführung 1678 in Venedig
- La vaghezza del Fato, Uraufführung in Wien
- Zenobia, Uraufführung 1678 in Neapel